# Општина Сарај
Општина Сарај је једна од општина Града Скопља у оквиру Скопског статистичког региона у Северној Македонији. Седиште општине је истоимена четврт Сарај у оквиру Скопља.

## Положај
Општина Сарај налази се у северном делу Северне Македоније и погранична је са Србијом на северу. Са других страна налазе се друге општине Северне Македоније:
- североисток — Општина Ђорче Петров
- југоисток — Општина Карпош
- југ — Општина Сопиште
- запад — Општина Желино
- северозапад — Општина Јегуновце

## Природне одлике
Рељеф: Општина Сарај налази се у крајњем западном делу Скопског поља. Се севера општину затвара планина Ветерник, са запада планина Жеден, а са југа планина Осој.
Клима у општини је умереноконтинентална.
Воде: Цело подручје општине је у сливу Вардара, који пресеца општину у правцу северозапад — југоисток. У јужном делу општине протиче река Треска, која се у источном делу општине улива у Вардар.

## Становништво
Општина Сарај имала је по последњем попису из 2002. г. 35.408 ст., од чега у седишту општине 5.232 ст. (15%). Општина је густо насељена, посебно источни део, који подручно спада у град Скопље.
Национални састав по попису из 2002. године био је:
|           | Број   | Постотак |
| Укупно    | 35.408 | 100%     |
| Албанци   | 32.408 | 91,5%    |
| Македонци | 1.377  | 3,9%     |
| Бошњаци   | 1.120  | 3,2%     |
| остали    | 503    | 1,4%     |

## Насељена места
У општини постоји 23 подручне јединице, 2 у саставу града Скопља као градске четврти, а 21 као приградска села:
Четврти града Скопља:
- Сарај
- Кондово

Приградска села:
| - Арнакија - Бојане - Буковић - Глумово - Горње Свиларе - Грчец - Дворце | - Доње Свиларе - Копаница - Крушопек - Ласкарци - Љубин - Матка - Паничари | - Радуша - Раовић - Рашче - Рудник Радуша - Семениште - Чајлане - Шишево |